# Paul Cotter
Paul Cotter, född 16 november 1999, är en amerikansk professionell ishockeyforward som är kontrakterad till Vegas Golden Knights i National Hockey League (NHL) och spelar för Henderson Silver Knights i American Hockey League (AHL).
Han har tidigare spelat för Chicago Wolves i AHL; London Knights i Ontario Hockey League (OHL); Western Michigan Broncos i National Collegiate Athletic Association (NCAA); Lincoln Stars i United States Hockey League i (USHL) samt Brookings Blizzard i North American Hockey League (NAHL).
Cotter draftades av Vegas Golden Knights i fjärde rundan i 2018 års draft som 115:e spelare totalt.
Han vann Stanley Cup för säsongen 2022–2023.

## Statistik
| Källa: Uppdaterad: 2021-11-10 | Källa: Uppdaterad: 2021-11-10 | Källa: Uppdaterad: 2021-11-10 |                            | Grundserie                 | Grundserie                 | Grundserie                 | Grundserie                 | Grundserie                 |                            | Slutspel                   | Slutspel                   | Slutspel                   | Slutspel                   | Slutspel |
| Säsong                        | Lag                           | Liga                          | Matcher                    | Mål                        | Assists                    | Poäng                      | Utv                        | Matcher                    | Mål                        | Assists                    | Poäng                      | Utv                        |                            |          |
| ----------------------------- | ----------------------------- | ----------------------------- | -------------------------- | -------------------------- | -------------------------- | -------------------------- | -------------------------- | -------------------------- | -------------------------- | -------------------------- | -------------------------- | -------------------------- | -------------------------- | -------- |
| 2012–2013                     | Detroit Compuware U13         | HPHL                          | 17                         | 15                         | 6                          | 21                         | 10                         | —                          | —                          | —                          | —                          | —                          |                            |          |
| 2013–2014                     | Detroit Compuware U14         | HPHL                          | 17                         | 5                          | 5                          | 10                         | 6                          | —                          | —                          | —                          | —                          | —                          |                            |          |
| 2014–2015                     | Detroit Compuware U15         |                               | Ej tillänglig information. | Ej tillänglig information. | Ej tillänglig information. | Ej tillänglig information. | Ej tillänglig information. | Ej tillänglig information. | Ej tillänglig information. | Ej tillänglig information. | Ej tillänglig information. | Ej tillänglig information. | Ej tillänglig information. |          |
| 2015–2016                     | Little Caesars U16            | HPHL                          | 23                         | 9                          | 10                         | 19                         | 14                         | —                          | —                          | —                          | —                          | —                          |                            |          |
| 2016–2017                     | Brookings Blizzard            | NAHL                          | 59                         | 28                         | 32                         | 60                         | 103                        | 5                          | 0                          | 2                          | 2                          | 0                          |                            |          |
| 2017–2018                     | Lincoln Stars                 | USHL                          | 51                         | 18                         | 21                         | 39                         | 64                         | 7                          | 4                          | 4                          | 8                          | 8                          |                            |          |
| 2018–2019                     | Western Michigan Broncos      | NCAA                          | 8                          | 0                          | 1                          | 1                          | 2                          | —                          | —                          | —                          | —                          | —                          |                            |          |
|                               | London Knights                | OHL                           | 11                         | 0                          | 0                          | 0                          | 2                          | —                          | —                          | —                          | —                          | —                          |                            |          |
| 2019–2020                     | Chicago Wolves                | AHL                           | 56                         | 4                          | 5                          | 9                          | 24                         | —                          | —                          | —                          | —                          | —                          |                            |          |
| 2020–2021                     | Henderson Silver Knights      | AHL                           | 38                         | 5                          | 11                         | 16                         | 18                         | 4                          | 0                          | 1                          | 1                          | 4                          |                            |          |
| 2021–2022                     | Vegas Golden Knights          | NHL                           | 1                          | 0                          | 0                          | 0                          | 2                          | —                          | —                          | —                          | —                          | —                          |                            |          |
|                               | Henderson Silver Knights      | AHL                           | 8                          | 2                          | 0                          | 2                          | 4                          | —                          | —                          | —                          | —                          | —                          |                            |          |
| NHL totalt                    | NHL totalt                    | NHL totalt                    | 1                          | 0                          | 0                          | 0                          | 2                          | —                          | —                          | —                          | —                          | —                          |                            |          |
| AHL totalt                    | AHL totalt                    | AHL totalt                    | 102                        | 11                         | 16                         | 27                         | 46                         | 4                          | 0                          | 1                          | 1                          | 4                          |                            |          |